# 岩水寺
岩水寺（がんすいじ）は、静岡県浜松市浜名区にある高野山真言宗別格本山の寺院。山号は龍宮山。総本尊は嵯峨天皇病気平癒の薬師如来。本尊の厄除子安地蔵菩薩（国の重要文化財）は安産祈願・子授け祈願で知られる。
脇本尊は弘法大師と不動明王。
厄除子安地蔵菩薩は天竜川の龍神であり、かつ母の化身であるが故、家をまもるは岩水寺と呼ばれる。
山号の龍宮山は天竜川の龍神を祀るお宮を意味するが為、明治の神仏分離令により神社、水天宮（龍神＝水天）となる所であった。

## 2つの本尊（薬師如来・厄除子安地蔵）

### 薬師如来（総本尊）
- 岩水寺は神亀2年（725年）人々の病魔退散、健康長寿を祈念した行基菩薩が薬師如来の尊像を刻み、開創。 その後、弘仁6年（815年）春、先年の薬子の変にて心身痛められておられました嵯峨天皇に、病魔退散の祈願をし、天皇は健康を取り戻されたと、伝う。
- 明治の神仏分離令の際、薬師堂を中心とした岩水寺と、地蔵堂を中心とした龍宮山（水天宮）とに分離される所であった為、住職が薬師堂から地蔵堂に移り住み抵抗した。現在地蔵の方が有名であるのも、その為である。

### 厄除子安地蔵（本尊）
- 坂上田村麻呂の天竜川龍神伝説。
- 安産祈願に特徴有。地蔵のお腹を借りて出産。安産の御神体の中にある布の色により性別が分かるといわれる。古ければ古い程ご利益があるといわれる。但し出産前に見てはいけない。
- 厄除け祈願に特徴有。体の厄のみならず、心の病や自身の罪を消去する等。
- 初代は弘法大師作と伝う。現在は２代目・運覚作。
- 地蔵菩薩は普通男性だが、母であり、実際に子供を産んでいる女性が神仏になったという、非常に珍しい仏。裸形着装像であり、体が女性である。

## 岩水寺伝説
- 岩水寺に伝わる伝説は数多いが、ここでは一番有名、かつ地名にもなった天竜川の龍神伝説（正式名称：袖ヶ浦干水記）を挙げる。江戸時代の写本が岩水寺と静岡県立図書館に所蔵されている[2]。また近現代の写本も各地にあり、地域や時代によりそれぞれ微妙に異なる箇所もあるが、ここでは岩水寺の伝説を挙げる。

1. 延暦年間（約1200年前）、坂上田村麻呂が勅命により東征。天竜川が荒れていた為、渡河する事が出来ず浜松市の船岡山に陣を張る。
2. 船岡山の鬼門方向にある岩水寺に参拝し、総本尊の薬師如来に祈る。
3. 岩水寺東側の天竜川（別名磐田の海）、袖ヶ浦にて玉袖姫が田村麻呂のもとに現れる。
4. 後に玉袖姫は田村麻呂の妃となり、やがて妊娠。産屋を建ててもらうが、中を絶対に見てはいけないと言う。
5. 7日経ち嵐の夜。姫が産屋を出ないため、遂に田村麻呂将軍は産屋の中を覗いてしまう。そこにいたのは姫ではなく赤い大蛇で、驚きながらも将軍は産屋に入る。
6. 大蛇は玉袖姫の姿に変身し、赤子と干水珠、及び子安の宝珠を将軍に託して寺の赤池（閼伽池）へ。そして赤池から鍾乳洞、さらに諏訪湖に帰る。
7. 7年後、赤子は赤蛇丸と名を変へ将軍と共に浜松へ再訪。天竜川は荒れていた。
8. 田村麻呂将軍は姫から授かった宝珠の内の一つ、干水珠を天竜川に投げ入れる。するとみるみる水が治まり、そこが陸地となった。（現在の浜松市中央区有玉地区）
9. 21歳となった赤蛇丸、名を坂上田村麻呂俊光と変える。嵯峨天皇に奏上し、母親の化身である地蔵菩薩を弘法大師に作って頂き、岩水寺に奉納。地蔵菩薩の胎内へ宝珠の内の一つ、子安の宝珠を納める。
10. 田村将軍の守り本尊、十一面観世音菩薩を祀る社として、白山妙理大権現宮が岩水寺鬼門に建立される。（本地垂迹説により白山妙理大権現と十一面観世音菩薩は 同体とされる。）
11. 田村将軍東征時の念持仏、阿弥陀如来を祀る社として、八幡宮が岩水寺裏鬼門に建立される。（本地垂迹説により八幡大菩薩と阿弥陀如来は 同体とされる。）

## 関係地
- 有玉神社[3]・・・干水珠を祀る神社（浜松市中央区）
- 椎ケ脇神社[4]・・・赤蛇を祀る神社（浜松市天竜区）
- 白華寺[5]・・・俊光公が産湯を使ったとされる井戸がある。（浜松市中央区）
- 潮海寺[6]・・・潮海寺の薬師如来を勧請し、祈願したとの説もある。（菊川市）
- 磐田市坂上町・・・田村将軍が上陸した地と伝わる。
- 奥山方広寺[7]・・・岩水寺に宿泊した開祖の無文禅師の元へ玉袖姫が訪れ、龍神に変身し、水を満たす珠を授けた。龍神を祀る神社が奥山方広寺椎河龍王神社。お札は女性の姿である。（浜松市浜名区）
- 甲斐善光寺[8]・・・竣工の際に岩水寺住職であった源瑜上人が、法事を司どった。上人の生国は出羽の図であって、四十歳の頃より五穀を断って木食をし、其折善光寺の大勧進々勤めていた。
- 諏訪大社・・・伝説では厄除子安地蔵の化身である赤蛇（玉袖姫・赤龍神）が、諏訪湖から通って田村将軍にお使いえした。ちなみに岩水寺は赤蛇・女性神。諏訪大社は白蛇・男性神である。甲斐善光寺、及びこの縁により、武田軍襲来の際岩水寺は武田軍の味方をした。徳川家が旧領地を奪回した後、塔頭12坊の内、学頭遍照院を始め、金剛王院等11坊が廃された。

## 伽藍
- 薬師堂（根本堂：総本尊薬師如来を祀る）
- 本堂（地蔵堂：本尊厄除子安地蔵菩薩を祀る）
- 白山妙理大権現宮（十一面観音堂：鬼門護り）
- 八幡宮（阿弥陀堂：裏鬼門護り）
- 奥之院（弘法大師堂：六角堂の拝殿と五角堂の本殿から成る）
- 地安坊大権現堂（護摩堂）
- 聖徳太子堂（観音堂）
- 田村神社
- 水子堂
- 四天王堂
- 金城稲荷堂
- 弁天堂
- 鐘楼堂
- 仁王門
- 鍾乳洞
- 御神木（楠：浜松市指定天然記念物）
- 御神木（イチョウ：浜松市指定保存樹木）

## 文化財

### 重要文化財（国指定）
- 木造地蔵菩薩立像 運覚作 
像内に五輪塔形木柱、蓮台付月輪を納める
  - 附 像内納入品
    - 建保五年慈含造像願文・建保三年慈含願文・地蔵宝号結縁名帳 1巻
    - 法華経要品等 5巻
    - 紺紙金銀字般若心経 1巻 建保五年六月十三日良印奥書
    - 包紙 1枚 諸尊種子・実西願文がある
    - 茶地平絹香袋 1口
    - 念珠 包紙添 1連
    - 刀子 柄・鞘付 1口
    - 白綾地裂 1枚
    - 宋銭 包紙添 10枚
    - 木実 1箇
    - 獣皮 1箇
    - 真綿 1枚
    - 浅葱糸 1束
    - 漆塗箱 2合
    - 横笛 1管
    - 蝙蝠扇 1握
    - 運覚造像記 1通
    - 結縁交名 3通

像高165.3センチ、檜材の寄木造。鎌倉時代の作。鎌倉時代に一部で造像された「裸形着装像」すなわち、裸形の像に布製の衣を着せて安置する形式の像である。本像の特色は、玉眼（眼の部分に水晶を嵌め込む技法）を用いるほか、歯の部分にも水晶を用い、わずかに唇を開いて歯をのぞかせる形にしている点で、他に類をみない技法である。像は保存状態がよく、表面の彩色も当初のものが残る。像内から造像記を含む納入品が発見され、慶派の仏師・運覚が建保5年（1217年）に京都の六波羅蜜寺で制作したことが明らかになった。像は2011年に国の重要文化財に指定、附（つけたり）指定の像内納入品は2015年に追加指定された。2019年に像内納入品の名称を一部変更。

### 関連文化財
- 陶製五輪塔[14]（国の重要文化財） - 岩水寺境内地、根堅勝栗山経塚出土と伝え、久安2年（1146年）の銘がある。愛知県陶磁美術館蔵。
- 浜北人骨 -旧石器時代の人骨。岩水寺境内地、根堅遺跡より出土。東京大学総合研究博物館に保管されている。
- 岩水寺駅[15]（国の登録有形文化財）-天竜浜名湖鉄道の駅。

## 交通
- 遠州鉄道遠州岩水寺駅より徒歩15分
- 天竜浜名湖鉄道岩水寺駅より徒歩10分